# 郭諶 (明朝)
郭諶（1476年—1534年），字信夫，號盤滸居士。明朝政治人物。
郭洪之子。明成化十二年（1476年）生，正德十三年（1518年），應試不舉，自誓道：“致身岂必寻常行径？”從此練習书法。王侯贵族皆爭取郭谌墨迹。與户部尚书陈诸南、吏部侍郎许龙友好。嘉靖十三年（1534年）因公至山东，积劳成疾，行至兖州病重返乡，歸家當夜病故。其子郭文郁聘葛守礼写《墓志铭》。